# 羽島市立竹ヶ鼻第二小学校
羽島市立竹ヶ鼻第二小学校 （はしましりつ　たけがはなだいにしょうがっこう）は、かつて岐阜県羽島市に存在した公立小学校。

## 概要
- 現在の竹鼻町の一部（駒塚・飯柄・狐穴・蜂尻など）が校区であり、旧・羽島郡竹ヶ鼻町東部（旧・駒塚村）の小学校であった。1959年、江吉良小学校と統合。中央小学校の新設により廃校。
- 中央小学校のHPの沿革では「竹鼻第二小学校」となっているが、ここでは羽島市史などの各種公文書に準じ、竹ヶ鼻第二小学校として記述する[注釈 2]。

## 沿革
- 1873年（明治6年）
  - 8月24日 - 狐穴村に並行義校が開校。
  - （時期不明） - 三ツ柳村に三光学校が開校。駒塚村、三ツ柳村、新井村の児童が通学する。因覚寺[注釈 3]を仮校舎とする。
- 1880年（明治13年） - 三光学校が駒塚小学校に改称する。駒塚村の伝法寺[注釈 4]を仮校舎とする。
- 1881年（明治14年） - 駒塚小学校が駒塚神社[注釈 5]の隣接地に校舎を新築し、移転。
- 1886年（明治19年） - 駒塚小学校が駒塚尋常小学校、並行学校が狐穴簡易科小学校に改称する。
- 1891年（明治24年）10月28日 - 濃尾地震により、駒塚尋常小学校、及び狐穴簡易科小学校の校舎が全焼する。校舎再建にあたり、両校の合併が模索される。
- 1894年（明治27年） - 駒塚尋常小学校と狐穴簡易科小学校を統合し、駒塚尋常小学校となる。飯柄村に校舎を新築する。
- 1896年（明治29年）7月21日 - 洪水により、校舎を流出。
- 1897年（明治30年）4月1日 - 駒塚村、狐穴村、飯柄村、蜂尻村が合併し、駒塚村が発足。
- 1898年（明治31年）5月 - 校舎を再建する。
- 1899年（明治32年） - 校舎を増築する。
- 1909年（明治42年） - 校舎を増築する。
- 1924年（大正13年） - 高等科を設置し、駒塚尋常高等小学校に改称する。
- 1926年（大正15年）5月1日 - 駒塚村が竹ヶ鼻町に編入される。同時に高等科を廃止し、竹ヶ鼻第二尋常小学校に改称する。高等科へ進学する児童は竹ヶ鼻第一尋常高等小学校へ通学する。
- 1933年（昭和8年） - 住民の要望により、高等科を設置。竹ヶ鼻第二尋常高等小学校に改称する。
- 1941年（昭和16年）4月1日 - 竹ヶ鼻第二国民学校に改称する。
- 1947年（昭和22年）4月1日 - 竹ヶ鼻町立竹ヶ鼻第二小学校に改称する。
- 1954年（昭和29年）
  - 4月1日 - 正木村、足近村、小熊村、竹ヶ鼻町、上中島村、下中島村、江吉良村、堀津村、福寿村、桑原村が合併し羽島市が発足。同時に羽島市立竹ヶ鼻第二小学校に改称する。
  - 4月6日 - 江吉良小学校と合同で始業式を行う。合同始業式は1957年まで実施される。
  - 12月 - 江吉良小学校との統合の議論が始まる。
- 1957年（昭和32年）8月 - 江吉良小学校と統合し、中央小学校の新設により廃校。中央小学校校舎未完成のため、竹ヶ鼻第二小学校、及び江吉良小学校を仮校舎とする。
- 1958年（昭和33年）1月 - 中央小学校校舎が完成し、仮校舎としての使用を終える。